# 八坂寺 (松山市)
八坂寺（やさかじ）は、愛媛県松山市浄瑠璃町八坂にある真言宗醍醐派の寺院。熊野山（くまのざん）、妙見院（みょうけんいん）と号す。本尊は阿弥陀如来。四国八十八箇所第四十七番札所、伊予十三仏霊場第10番札所。
- 本尊真言：おん あみりた ていぜい からうん
- ご詠歌：花を見て歌詠む人は八坂寺　三仏（さんぶつ）じょうの縁（えん）とこそきけ

## 沿革
寺伝によれば役行者によって開基され、大宝元年(701年)に、河野玉澄の兄である伊予の国司・越智玉興が、文武天皇の勅願を受けて堂宇を建立したという。このとき8ヶ所の坂道を切り開いて創建したことから寺名になったといわれ、ますます栄える彌榮（八坂）にも由来している。一時荒廃するが、弘仁6年（815年）に来錫した空海（弘法大師）が再興したとされる。
本尊の阿弥陀如来は源信（恵心僧都 942 – 1017）の作と伝えられる（現本尊は鎌倉時代後期の作）。

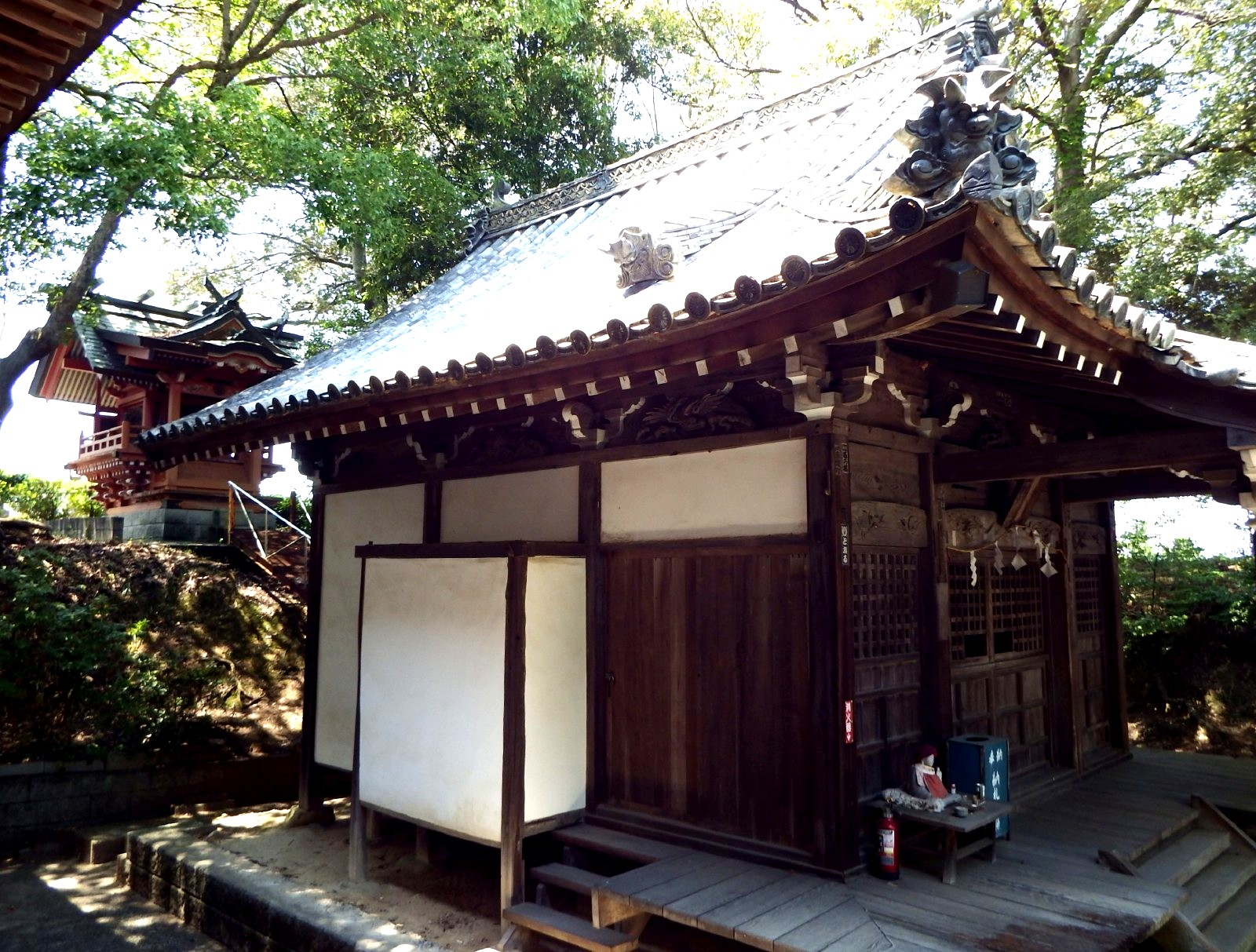
熊野十二社権現堂

その後の鎌倉時代後期、当地の長者で紀州の熊野権現を深く信仰していた妙見尼により、熊野三所権現証誠の本地仏が阿弥陀如来であったこともあり熊野権現を勧進して十二社権現とともに25間の長床の社殿に祀られることとなると多くの修験道の山伏が集まり修験道の根本道場として栄え当寺はその別当寺として、12坊、48の末寺を持ち多くの僧兵を抱える大寺となった。しかし、天正年間（1573年 – 1592年）兵火によって焼失し寺域も縮小し熊野信仰が四国では衰退すると石鎚信仰や四国霊場札所であることによって盛り立てていった。現在の境内は、熊野十二社権現が祀られていた宮跡で、熊野十二社権現堂の跡に1972年起工1984年完成の本堂ができて、それまでの本堂を熊野十二社権現堂とした。

## 境内

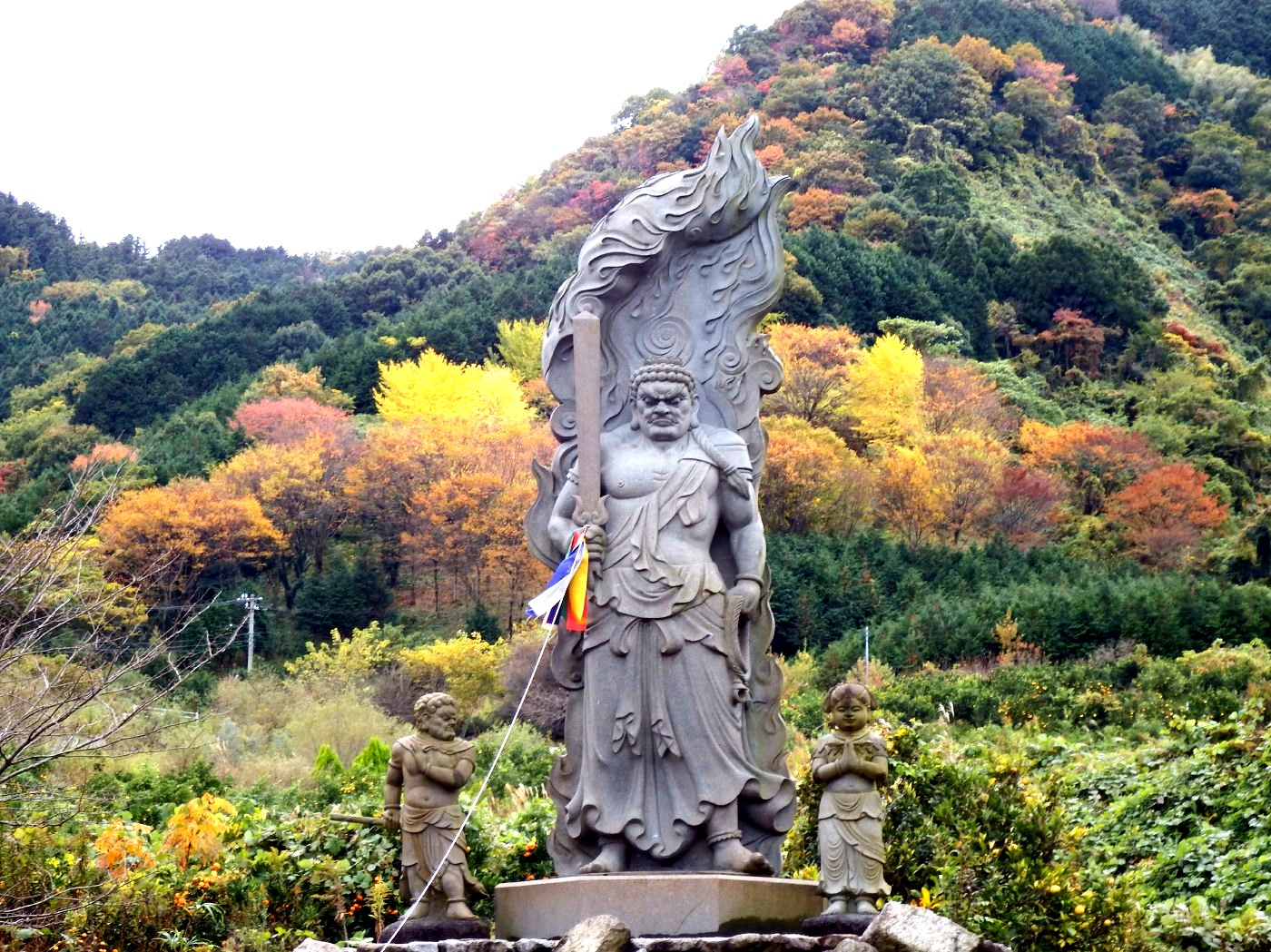
いやさか不動

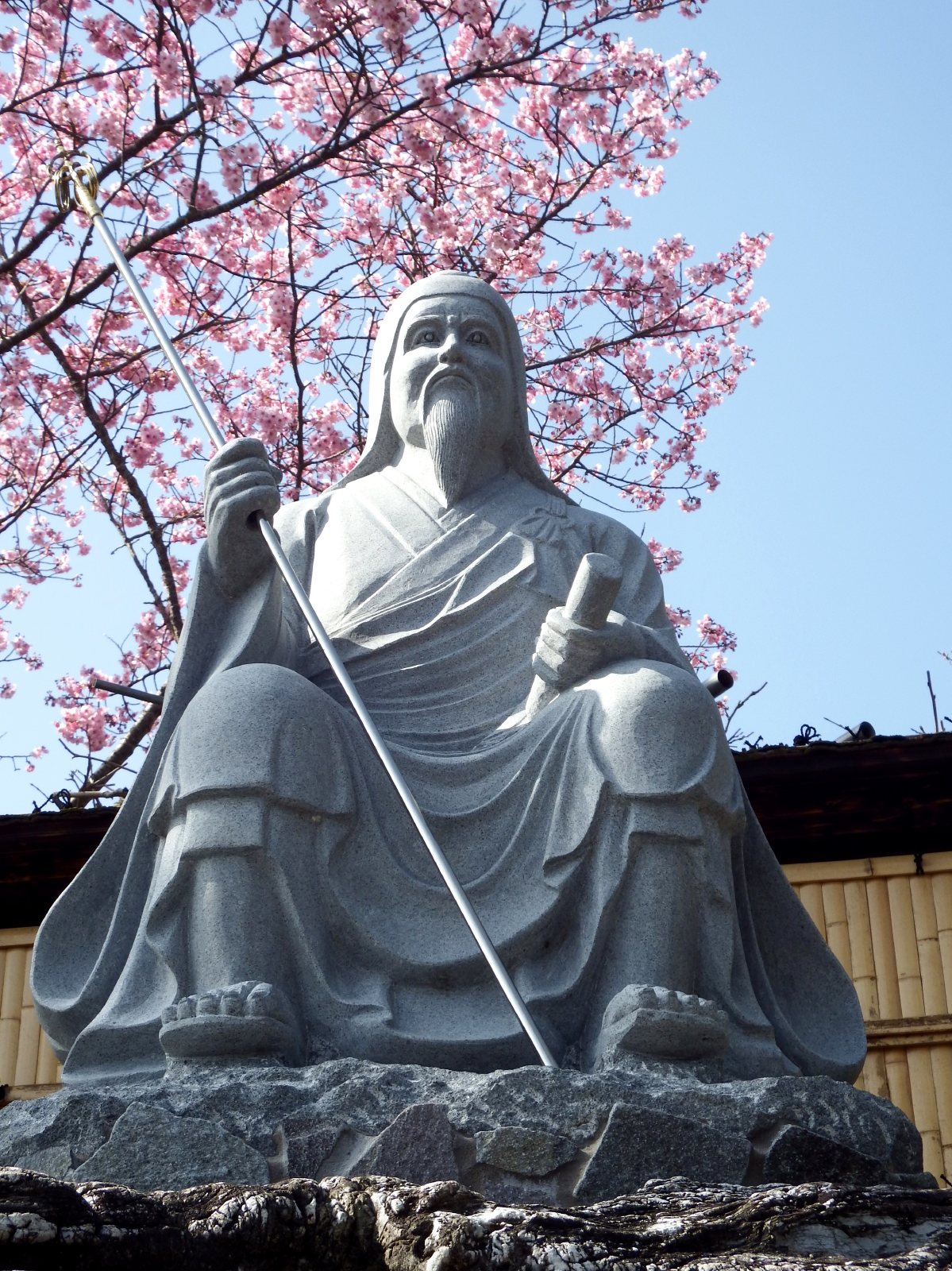
神變大菩薩

- 山門：屋根付き橋のようになった単層小型の門で、天井には22の菩薩と阿弥陀如来が描かれている。
- 本堂：2034年が次回本尊開帳の年であるが、2014年に特別開帳された。脇仏は不動明王と毘沙門天。
- 大師堂：大師像を拝観できる。向かって左に聖宝尊師坐像、右の厨子には阿弥陀如来立像が二体。
- 閻魔堂：極楽の途、地獄の途に分れそれぞれの様子が描かれている。「極楽往生通行手形」（亡くなった時に棺の中に納め一緒に荼毘にふす）を授けてもらえる。
- 熊野十二社権現堂：拝殿と背後に本殿。拝殿は元の本堂。
- 宝篋印塔と層塔：宝篋印塔は納経所の前付近に、層塔は大師堂の前付近にある。
- 救いの手：本堂の段に上がる石段の10段目左側にあり。九難を去る救いの手である。
- 鐘楼
- 不動明王像（いやさか不動）：平成17年に建立、以来毎年4月29日柴灯護摩供が催行される。
- 開山神變大菩薩：2021年3月28日開眼。
- 句碑：森白象[2]「お遍路の誰もが持てる不仕合」が鐘楼の対面にある。柴燈護摩供大祭の平成22年より句選歌碑が一句ずつ大師堂の前方に並ぶ。

小川を渡る橋を兼ねた山門をくぐると右に手水場と庫裏・納経所が、左に宝篋印塔が、その先に鐘楼がある。正面奥に本堂が建つ。本堂右手には権現堂、十二社権現堂があり、本堂左には閻魔堂があり、そして大師堂がある。
駐車場に来た車遍路は、外から下って山門を入り、中央の石段を上がって本堂大師堂を参拝後、また納経所まで下り、山門から出て駐車場に外から戻り、車は左折し上がって八坂霊園の中を通過して、寺を後にするように寺は指導している。
- 宿坊：なし
- 本坊
- 八坂霊園：石造十三仏
- 駐車場：50台。無料。

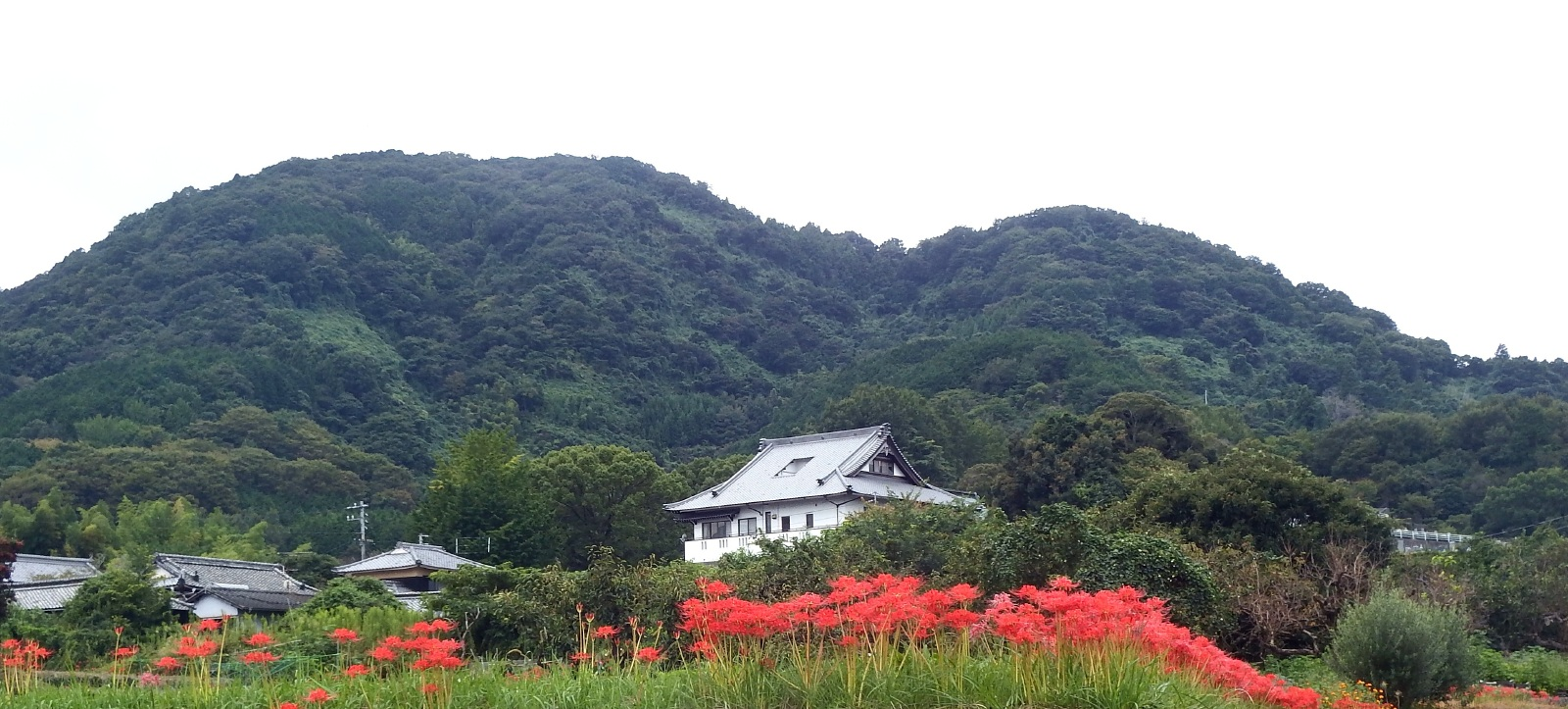
大友山（標高407.2m左）の麓に境内
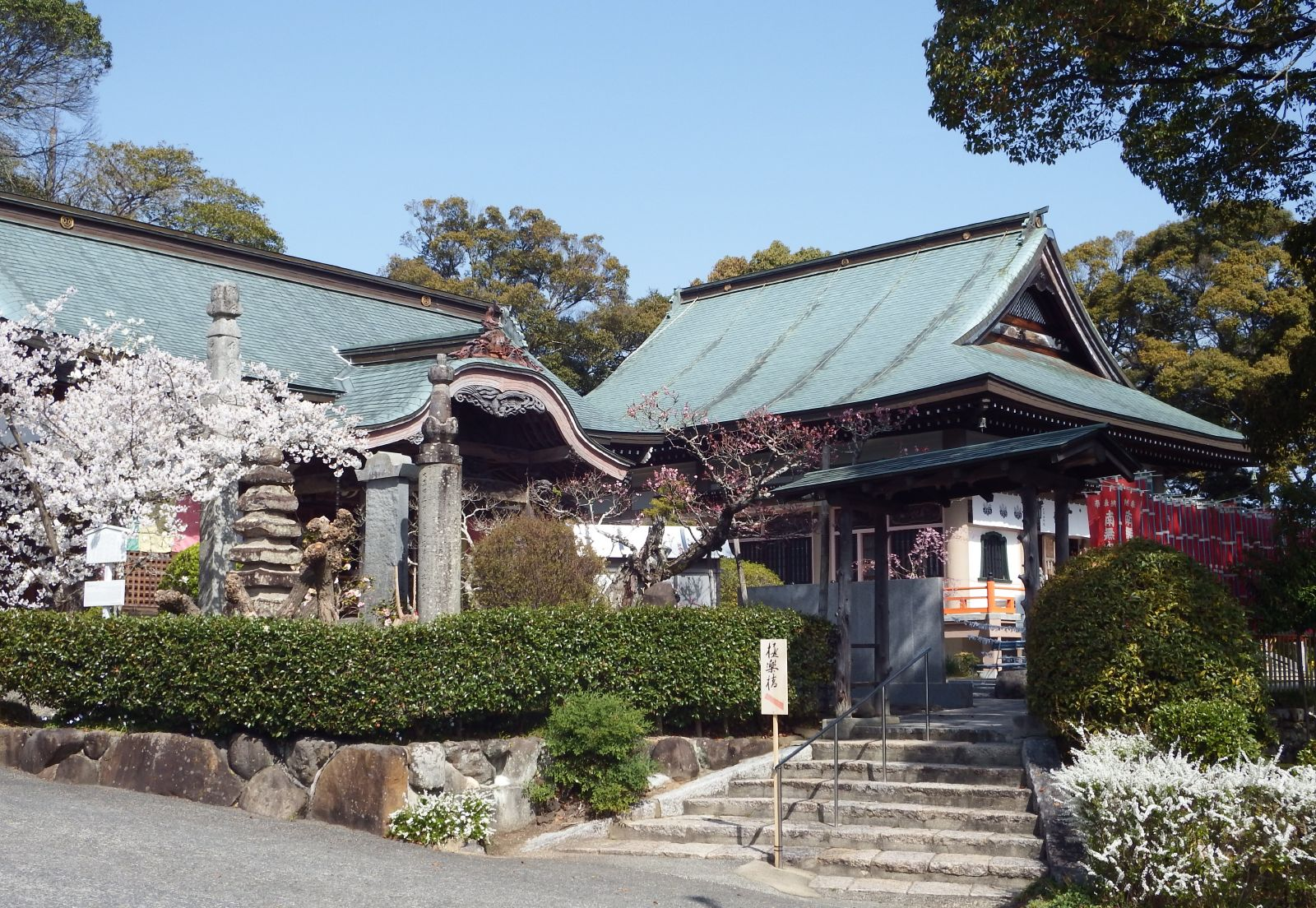
境内
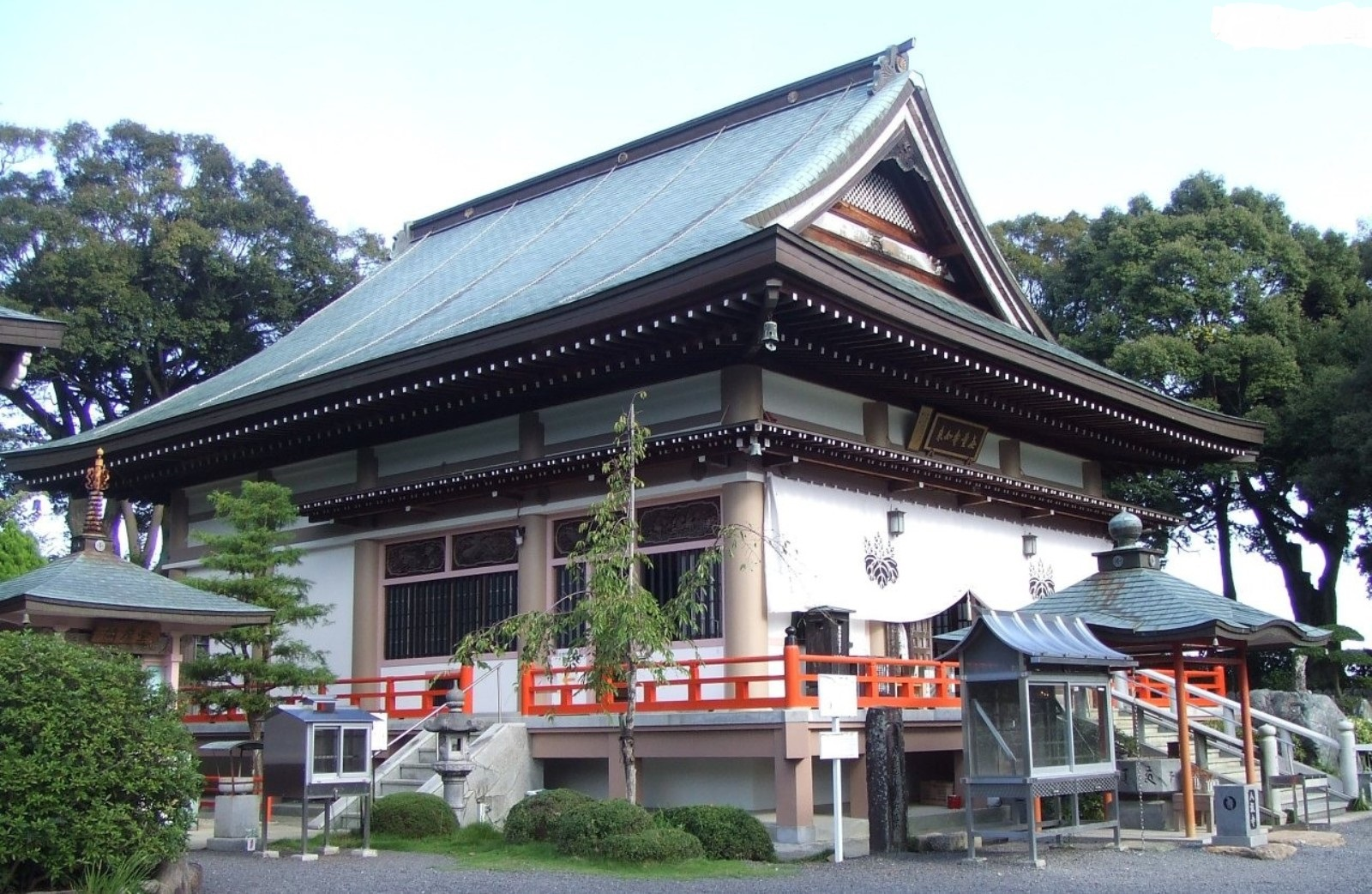
本堂と閻魔堂
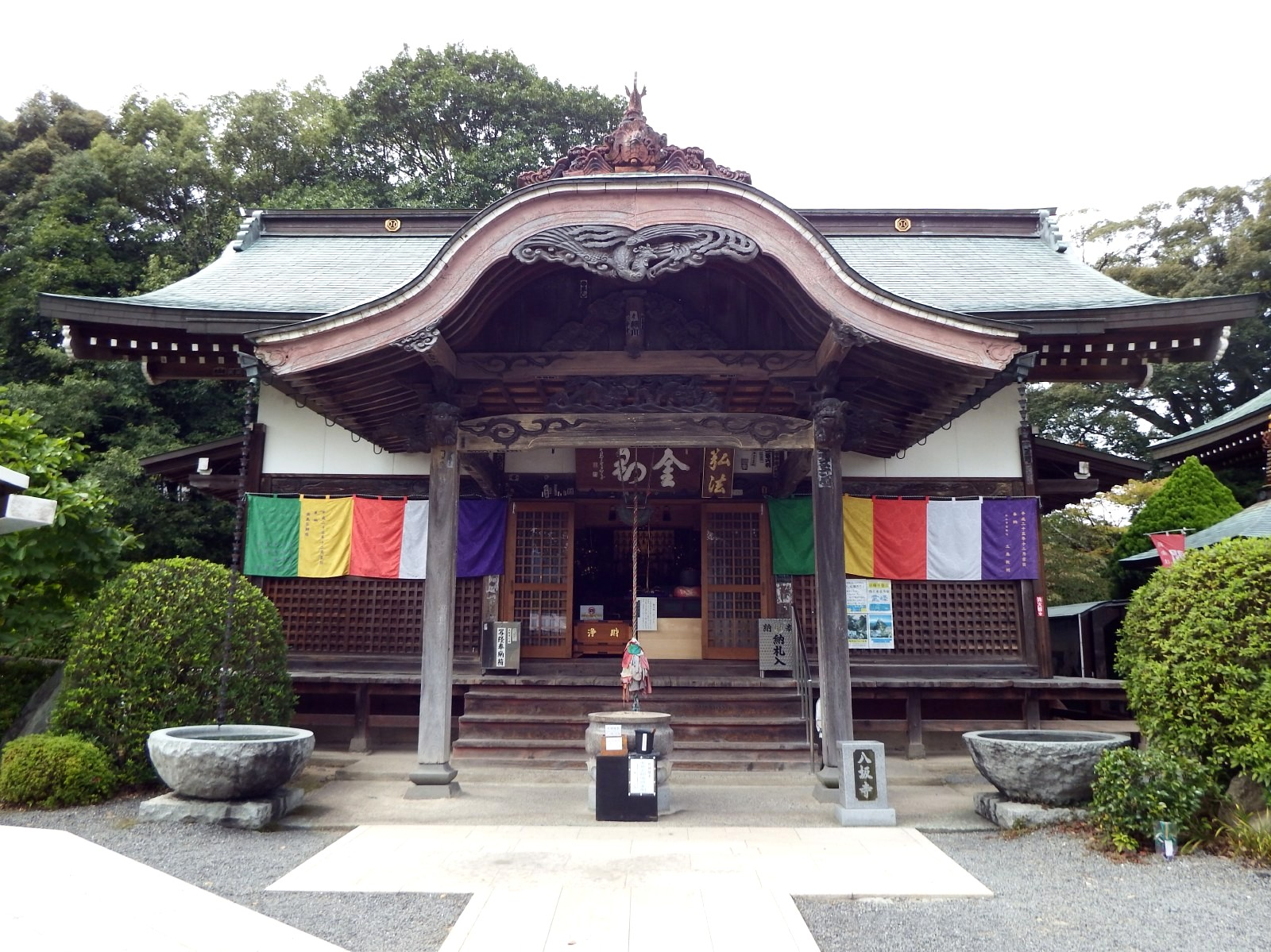
大師堂
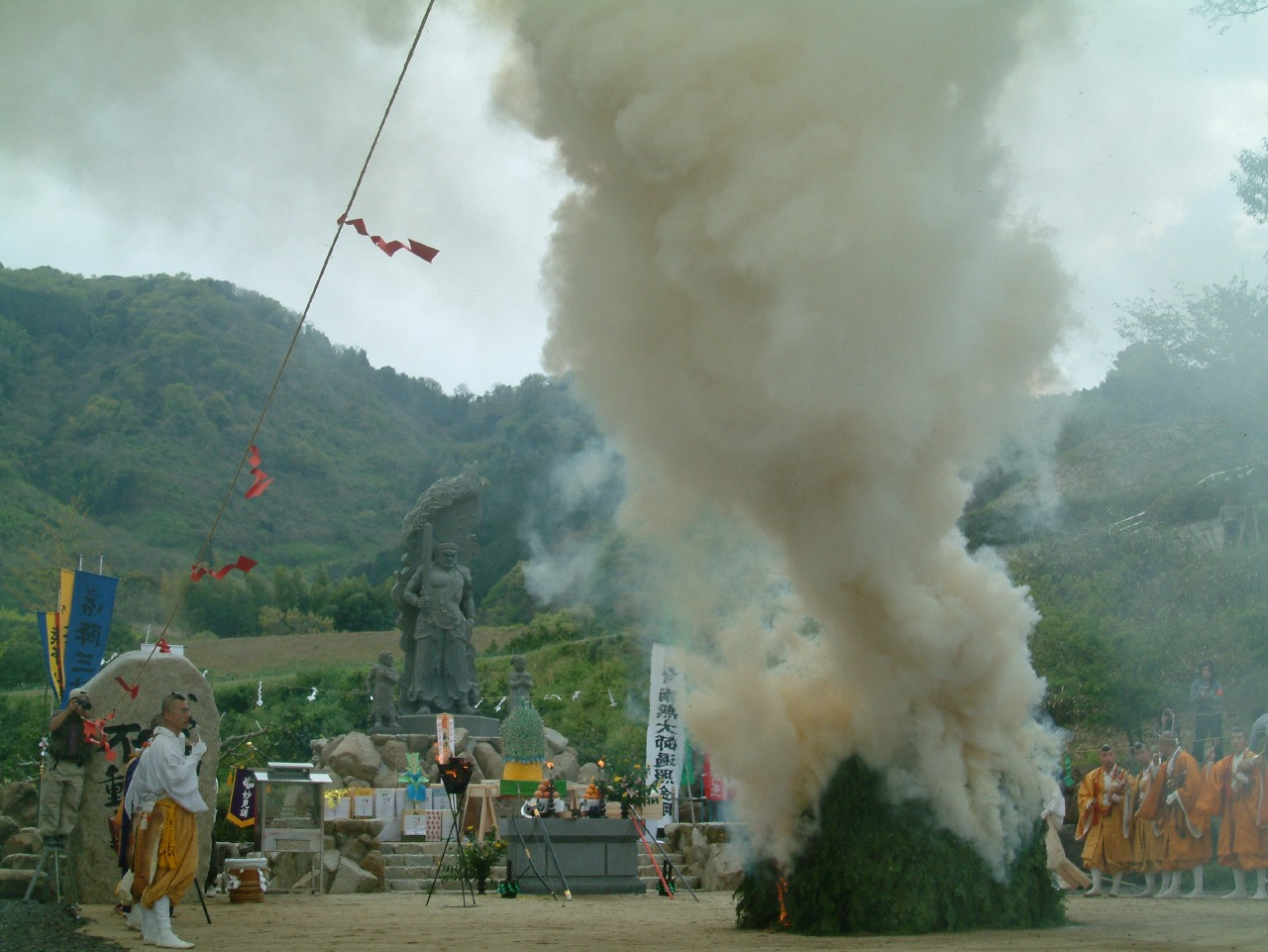
いやさか不動柴灯護摩

## 文化財

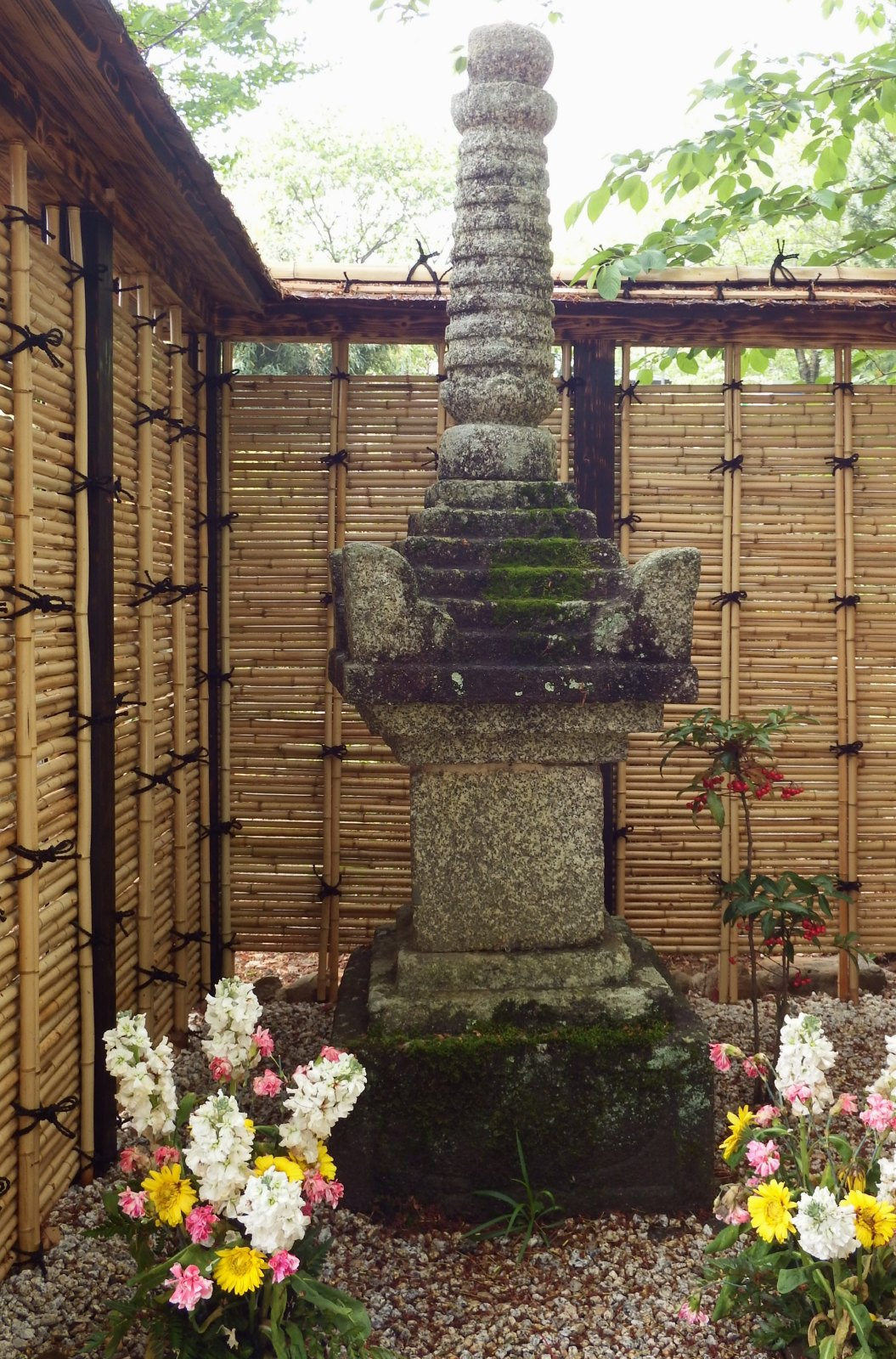
宝篋印塔
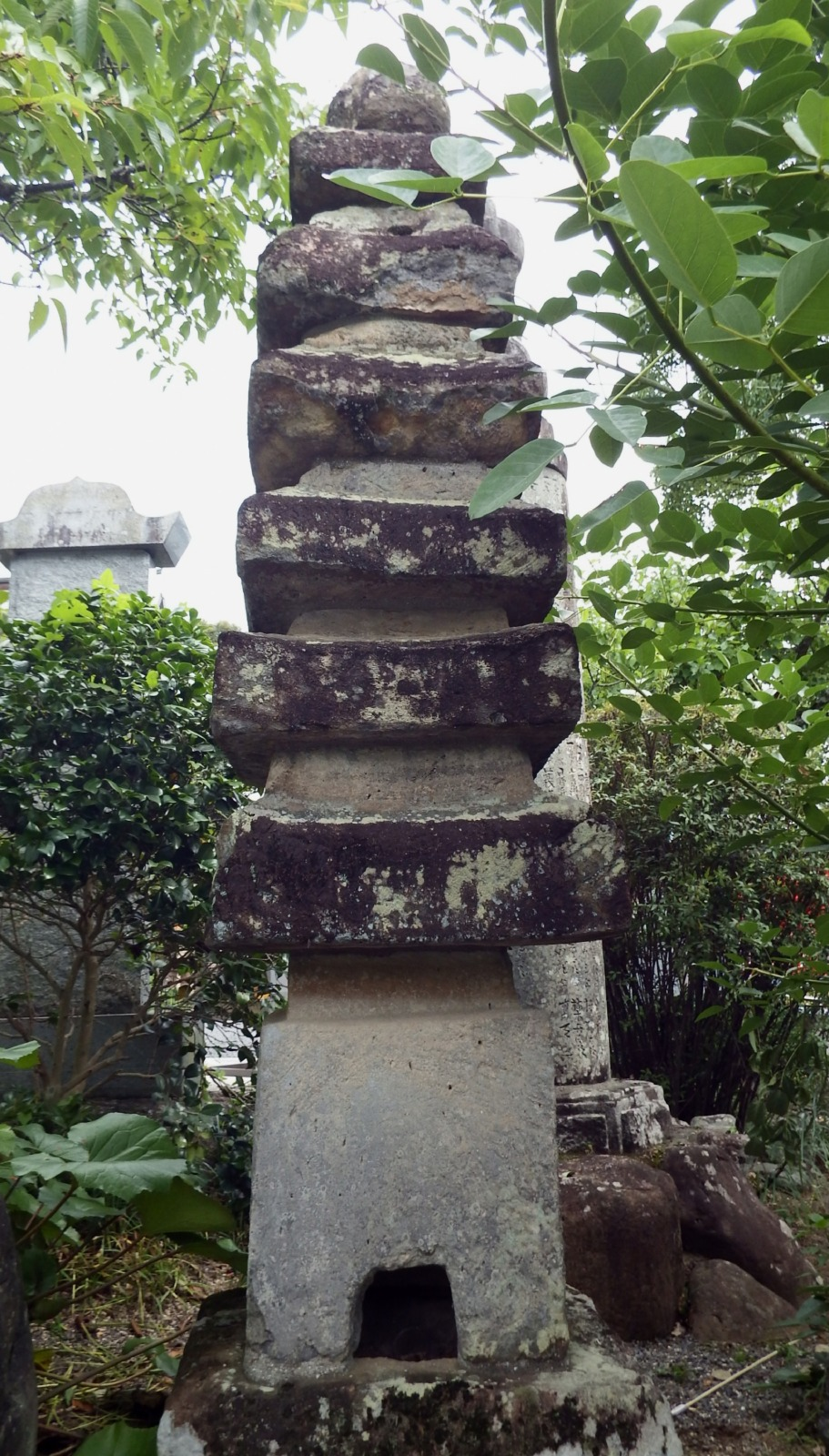
層塔

国指定史跡
- 伊予遍路道 八坂寺境内：令和6年2月21日指定[3][4]

近世以来境内の位置に大きな変化がなく、江戸後期の建造物である熊野十二社権現が現存している。
愛媛県指定有形文化財
- 阿弥陀如来坐像：昭和40年4年2日指定[5]

本尊で50年に1度の秘仏。像高84 cm、重さ18 kgの寄木造、鎌倉時代後期作。昭和10年（1935年）に金泥塗替の修理が行われている。
松山市指定有形文化財
- 宝篋印塔：昭和43年10月25日指定[6]

高さ約2 m、笠の四隅の馬耳型突起（ばじけいとっき）が直立しており、鎌倉時代の特色を示している。
- 層塔：昭和43年10月25日指定[7]

6重の石造の供養塔、総高2.7 m、安山岩製で鎌倉時代末期のものといわれている。
- 宝篋印塔
- 層塔

## 交通案内
鉄道
- 伊予鉄道 横河原線 - 鷹ノ子駅 (5.4 km)

バス
- 伊予鉄バス 八坂寺前バス停（2021年3月で路線廃止：予約制乗合タクシー化）

道路
- 愛媛県道194号線久谷森松停車場線 八坂寺前 (0.3 km)

## 周辺の番外霊場

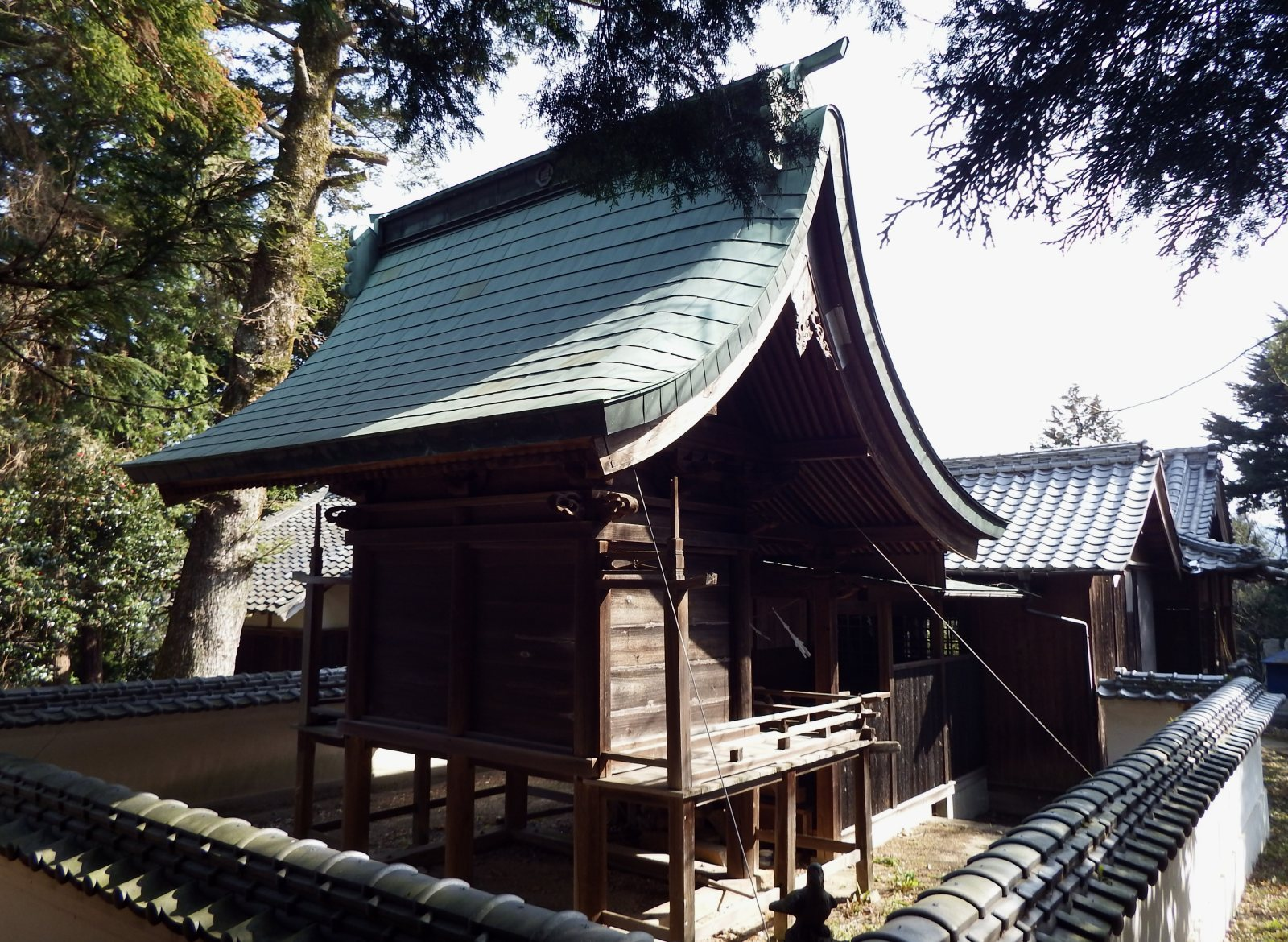
生目神社

生目神社（いきめじんじゃ）
原因不明で平癒ままならない目の病に霊験ありと云われている。八坂寺の参道から約0.6 km急峻な車道を上がった生目山中腹にある。主祭神は須佐之男命・奇稲田姫命、配神は平景清。
- 所在地：愛媛県松山市浄瑠璃町八坂 （生目神社）

## 前後の札所
四国八十八箇所
46 浄瑠璃寺 --(0.9 km)--  47 八坂寺 --(4.4 km)-- 48 西林寺
伊予十三仏霊場
9 道音寺 -- 10 八坂寺 -- 11 高音寺